# Stratonice di Macedonia
Stratonice (in greco antico: Στρατoνικη?; fl. III secolo a.C.) è stata una regina macedone antica.
Figlia di Antioco I Sotere, sovrano seleucide, e di sua moglie Stratonice, a sua volta figlia del sovrano macedone Demetrio I Poliorcete, sposò il cugino Demetrio II Etolico, cui diede una figlia chiamata Apama. Il periodo del suo matrimonio è sconosciuto, ma pare sia rimasta in Macedonia fino al 239 a.C., anno in cui lasciò disgustata Demetrio, a causa del suo secondo matrimonio con Ftia figlia di Olimpiade II, e si ritirò in Siria.
Secondo alcune fonti, tentò invano di incitare il nipote Seleuco II Callinico (246-225 a.C.) a vendicare l'insulto recatole da Demetrio dichiarando guerra alla Macedonia; un'altra versione la vuole tentare di convincere Seleuco a sposarla, ma il sovrano seleucide era all'epoca completamente occupato dal tentativo di recuperare Babilonia e le province orientali dell'impero. Allora Stratonice, approfittando della lontananza del nipote, fomentò una rivolta ad Antiochia; quando però Seleuco tornò in Occidente, riuscì facilmente a scacciarla dalla città e ad assediarla a Seleucia di Pieria, dove si era rifugiata, catturarla e metterla a morte.

## Ascendenza
|                         |                       |                      | Genitori |  |  | Nonni |  |  | Bisnonni |  |  | Trisnonni |  |
|                         |                       |                      |          |  |  |       |  |  | Antioco  |  |  | …         |  |
|                         |                       |                      |          |  |  |       |  |  | Antioco  |  |  | …         |  |
|                         |                       | …                    |          |  |  |       |  |  | Antioco  |  |  |           |  |
| Seleuco I               |                       |                      |          |  |  |       |  |  | Antioco  |  |  |           |  |
|                         |                       | Laodice di Macedonia | …        |  |  |       |  |  |          |  |  |           |  |
|                         |                       | Laodice di Macedonia | …        |  |  |       |  |  |          |  |  |           |  |
|                         |                       | Laodice di Macedonia | …        |  |  |       |  |  |          |  |  |           |  |
| Antioco I               |                       | Laodice di Macedonia |          |  |  |       |  |  |          |  |  |           |  |
|                         |                       | Spitamene            | …        |  |  |       |  |  |          |  |  |           |  |
|                         |                       | Spitamene            | …        |  |  |       |  |  |          |  |  |           |  |
|                         |                       | Spitamene            | …        |  |  |       |  |  |          |  |  |           |  |
| Apama I                 |                       | Spitamene            |          |  |  |       |  |  |          |  |  |           |  |
|                         |                       | …                    | …        |  |  |       |  |  |          |  |  |           |  |
|                         |                       | …                    | …        |  |  |       |  |  |          |  |  |           |  |
|                         |                       | …                    | …        |  |  |       |  |  |          |  |  |           |  |
| Stratonice di Macedonia |                       | …                    |          |  |  |       |  |  |          |  |  |           |  |
|                         | Antigono I Monoftalmo | Filippo              |          |  |  |       |  |  |          |  |  |           |  |
|                         | Antigono I Monoftalmo | Filippo              |          |  |  |       |  |  |          |  |  |           |  |
|                         | Antigono I Monoftalmo | …                    |          |  |  |       |  |  |          |  |  |           |  |
| Demetrio I Poliorcete   | Antigono I Monoftalmo |                      |          |  |  |       |  |  |          |  |  |           |  |
|                         |                       | Stratonice           | Correo   |  |  |       |  |  |          |  |  |           |  |
|                         |                       | Stratonice           | Correo   |  |  |       |  |  |          |  |  |           |  |
|                         |                       | Stratonice           | …        |  |  |       |  |  |          |  |  |           |  |
| Stratonice di Siria     |                       | Stratonice           |          |  |  |       |  |  |          |  |  |           |  |
|                         |                       | Antipatro            | …        |  |  |       |  |  |          |  |  |           |  |
|                         |                       | Antipatro            | …        |  |  |       |  |  |          |  |  |           |  |
|                         |                       | Antipatro            | …        |  |  |       |  |  |          |  |  |           |  |
| Fila                    |                       | Antipatro            |          |  |  |       |  |  |          |  |  |           |  |
|                         |                       | …                    | …        |  |  |       |  |  |          |  |  |           |  |
|                         |                       | …                    | …        |  |  |       |  |  |          |  |  |           |  |
|                         |                       | …                    | …        |  |  |       |  |  |          |  |  |           |  |
|                         |                       | …                    |          |  |  |       |  |  |          |  |  |           |  |